# ブルーノ・ツー・イーゼンブルク・ウント・ビューディンゲン

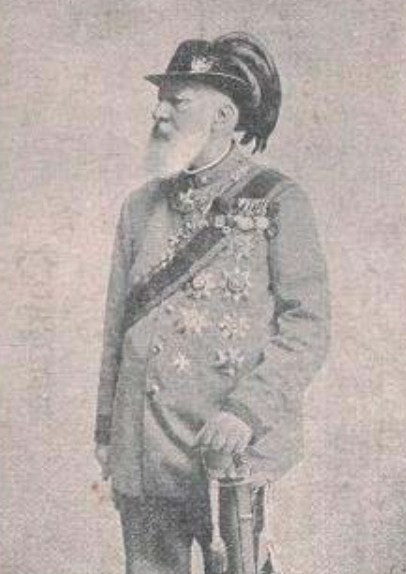
イーゼンブルク＝ビューディンゲン侯ブルーノ

ブルーノ・ツー・イーゼンブルク・ウント・ビューディンゲン（Bruno Fürst zu Ysenburg und Büdingen, 1837年6月14日 - 1906年1月26日）は、ドイツ・ヘッセン大公国のシュタンデスヘル。イーゼンブルク＝ビューディンゲン侯（在位：1861年 - 1906年）。全名はブルーノ・カジミール・アルベルト・エミール・フェルディナント（Bruno Casimir Albert Emil Ferdinand）。

## 生涯
イーゼンブルク＝ビューディンゲン侯エルンスト・カジミール2世とその妻のエアバッハ＝フュルステナウ伯爵夫人テクラ（1815年 - 1874年）の間の第1子、長男として生まれた。1861年に父の後を継いで侯爵家の家長となり、同時に世襲のヘッセン大公国議会（Landstände des Großherzogtums Hessen）の第1院（貴族院）議員となった。1878年 - 1889年まで同議会の上院副議長を、1889年から1900年まで上院議長を務めた。1906年に死去し、侯爵家の家督は長男のヴォルフガングが継いだ。

## 子女
1862年7月13日にリッヒ（現在のドイツ領ヘッセン州ギーセン郡）において、ゾルムス＝ホーエンゾルムス＝リッヒ侯子フェルディナントの娘マティルデ（1842年 - 1867年）と結婚し、間に2人の娘をもうけたが、1867年に死別した。
- ヘートヴィヒ（1863年 - 1925年） - 1883年にシュトルベルク＝ロスラ侯ボートと結婚、1902年にシュトルベルク＝ロスラ伯クーノ（前夫の弟）と再婚
- エリーザベト（1864年 - 1946年） - 1889年、ルドルフ・フォン・テュンゲン男爵と結婚

1869年9月30日にリューデンハウゼン（現在のバイエルン州キッツィンゲン郡）において、カステル＝リューデンハウゼン伯爵夫人ベルタ（1845年 - 1927年）と再婚し、間に1男7女の8人の子女をもうけた。
- エンマ（1870年 - 1944年） - 1898年、ゾルムス＝ラウバッハ伯オットーと結婚
- マリー（1875年 - 1952年）
- ヴォルフガング（1877年 - 1920年） - イーゼンブルク＝ビューディンゲン侯
- テクラ（1878年 - 1950年） - 1901年、コラルト・エ・サン・サルヴァトーレ公マンフレーディ5世と結婚
- マティルデ（1880年 - 1947年） - 1907年、コルネリウス・フォン・ハイル＝ヘルンスハイム男爵と結婚
- ヘレーネ（1881年 - 1951年）
- ヘルタ（1883年 - 1972年） - 1920年、シュレースヴィヒ＝ホルシュタイン＝ゾンダーブルク＝グリュックスブルク公子アルブレヒトと結婚
- アンナ（1886年 - 1980年） - 1911年にリッペ＝ヴァイセンフェルト伯家家長エルンストと結婚、1922年にリッペ侯レオポルト4世と再婚

## Weblinks
- ウィキメディア・コモンズには、Bruno zu Ysenburg-Büdingenに関するカテゴリがあります。
- Ahnentafel